# Mercucio
Mercucio Della Escala (o también llamado Mercucio Escala) es un personaje de la famosa tragedia de William Shakespeare, Romeo y Julieta. Es amigo y confidente de Romeo y compañero de Benvolio.
También es un pariente del príncipe Escala y del conde Paris,  es el mejor amigo de Romeo, y de su primo Benvolio. La invitación a la fiesta de los Capuleto indica que él tiene un hermano llamado Valentino. Mercucio es capaz de hacer largos, y bien descritos discursos (el más famoso de sus discursos es el de la Reina Mab), y es generalmente considerado por ser temerario, bromista, y de espíritu libre. Debido a su rápido y vistoso ingenio, afable personalidad, Mercucio es uno de los más populares personajes de Shakespeare.

## Papel en la obra
Aunque es uno de los mejores amigos de Romeo, la actitud bromista de Mercucio en ocasiones tiende a molestar la paciencia de Romeo; recíprocamente, Mercucio está frustrado por la depresión de Romeo que viene originada por el rechazo de Rosalina al amor de Romeo. Después de que Romeo se ha enamorado de Julieta, Mercucio está contento de ver a Romeo de nuevo en su normal y amable estado. Sin embargo, no conoce la relación entre Romeo y Julieta.
Después de que Romeo recibe una amenaza de muerte de Teobaldo, Mercucio espera que Romeo se bata en duelo con Teobaldo. Romeo se niega a pelear con Teobaldo (porque Teobaldo es primo de Julieta). No sabiendo esto, el insensato de Mercucio decide pelear él mismo con Teobaldo. Romeo, no queriendo que ni su mejor amigo ni su pariente salgan heridos, interviene, causando que Mercucio sea asesinado por Teobaldo, siendo apuñalado «por debajo del brazo de Romeo».
Después de que es malherido, Mercucio lanza «una maldición a ambas familias [eso es, Romeo y Teobaldo]» (él dijo esto tres veces para hacerlo oficial). Hace un juego de palabras final antes de morir: «Pregunta por mi mañana, y me encontrarás en una sepultura...» En venganza por el asesinato de su mejor amigo, Romeo mata a Teobaldo, de esta manera Romeo es desterrado de Verona y cada vez más comienzan los eventos que siguen a los errores hechos por Romeo.

## Últimas palabras
El juego de palabras, en el inglés nativo era la frase Ask for me tomorrow, and you shall find me a grave man. Y tiene dos significados, según la palabra grave:
El primero consiste en interpretar grave como tumba: Pregunta por mi mañana, y en la tumba me hallarás, intentando mostrar que conserva su humor incluso en la muerte.
Pero el segundo significado es lo contrario, interpretando grave del mismo modo que en castellano: «profundo» o «amargado»: Pregunta por mi mañana, sabrás que mi alegría se ha acabado.
Ciertamente Mercucio esperaba vencer el duelo, y si bien no le importaba jugarse la vida por su amigo Romeo, no esperaba perderla por culpa suya, por su intromisión y por su deseo de proteger al rival. Mercucio muere como un hombre «grave», como un hombre afligido y lleno de rencor. En este momento de hecho es cuando la historia se vuelve más oscura y el buen humor desaparece casi por completo de la obra.

## Actores que han interpretado el papel

### Teatro
- Laurence Olivier y John Gielgud alternaban los papeles de Romeo y Mercucio[2] en la producción teatral dirigida por Gielgud[3] –con Peggy Ashcroft como Julieta[4]– (1935).
- Ralph Richardson hizo su debut en Broadway –con Maurice Evans como Romeo y Katharine Cornell como Julieta– (1935).
- Paul Scofield, en la producción dirigida por Peter Brook (1947).[5]
- Benjamin Walker, en la Williamstown Theater Festival –con Emmy Rossum como Julieta– (2006).[6]

### Cine y televisión
- John Barrymore, en la película de la versión de 1936, dirigida por George Cukor –con Leslie Howard como Romeo– (1936).
- John McEnery, en la película de la versión de 1968, dirigida por Franco Zeffirelli (1968).
- Harold Perrineau Jr., en la película William Shakespeare's Romeo + Juliet, dirigida por Baz Luhrmann (1996).
- Ben Affleck retrató al actor Edward Alleyn, en Shakespeare in Love (1998). En la película, Alleyn desempeña el papel del primer Mercucio.
- Chip Albers hizo la voz de Mercucio en la cinta animada Romeo & Juliet: Sealed With a Kiss (2006).
- Tetsuya Kakihara hizo la voz de Mercucio en la serie de anime de Romeo × Juliet (2007).
- Diego Mesaglio interpretó el papel de Dante Brunelli, el personaje de Mercucio en la telenovela homónima de origen argentina (2007).
- Christian Cooke, en la película de la versión de 2013 de Carlo Carlei (2013).
- Abhimanyu Singh interpretó el papel de Meghji Bhai, el personaje de Mercucio en la película hindú Goliyon Ki Raasleela Ram-Leela de Sanjay Leela Bhansali (2013).